# Resolutie 1494 Veiligheidsraad Verenigde Naties
Resolutie 1494 van de Veiligheidsraad van de Verenigde Naties werd op 30 juli 2003 unaniem door de VN-Veiligheidsraad aangenomen, en verlengde de UNOMIG-waarnemingsmissie in Abchazië met een half jaar.

## Achtergrond
Op de golf van opkomend onafhankelijkheidsstreven van Georgië uit de Sovjet-Unie tegen het einde van de jaren 1980, streefde de Abchazische minderheid in de Abchazische autonome republiek de onafhankelijkheid na, uit angst de autonomie in Georgië te verliezen. Het leidde tot etnische spanningen met de Georgiërs, die in Abchazië de grootste bevolkingsgroep waren.
In 1992 kwam het tot een gewapend conflict, waarbij ook Rusland betrokken raakte, dat het voor de Abchaziërs opnam. Begin 1993 braken zware gevechten uit om de Abchazische hoofdstad Soechoemi. In de zomer van 1993 werd een staakt-het-vuren afgesproken en werd de UNOMIG-waarnemingsmissie opgericht. De val van Soechoemi in september 1993 leidde tot grootschalige etnische zuiveringen tegen de Georgische gemeenschap.

## Inhoud

### Waarnemingen
De daders die een UNOMIG-helikopter neerschoten op 8 oktober 2001, waarbij negen mensen waren omgekomen, waren nog steeds niet gevonden. Ook zaten de onderhandelingen over het conflict in Abchazië nog steeds vast.

### Handelingen
Men betreurde dat geen vooruitgang was geboekt bij de onderhandelingen over de politieke status van Abchazië. Het document basisprincipes voor de bevoegdheidsverdeling tussen Tbilisi en Soechoemi dat door de bemiddelaars op tafel was gelegd moest hierbij helpen. Beide partijen moesten ook concessies doen. Vooral de Abchazen weigerden over de inhoud van het document te praten. De partijen werden opgeroepen het vredesproces nieuw leven in te blazen en te zorgen voor de terugkeer van de vluchtelingen.
Voorts steunde de Raad de aanbeveling van secretaris-generaal Kofi Annan om de UNOMIG-waarnemingsmissie uit te breiden met een politiecomponent van twintig agenten. Ook riep ze de partijen opnieuw op zich te distantiëren van de retoriek van militanten voor steun aan militaire opties en activiteiten van gewapende groepen. Vooral Georgië werd opgeroepen een einde te maken aan die activiteiten. De ontvoering van vier UNOMIG-leden op 5 juni werd sterk veroordeeld.
Ten slotte werd het mandaat van de UNOMIG-waarnemers in Georgië tot 31 januari 2004 verlengd, en werd de secretaris-generaal gevraagd binnen drie maanden te rapporteren over de situatie in Abchazië.

## Verwante resoluties
- Resolutie 1427 Veiligheidsraad Verenigde Naties (2002)
- Resolutie 1462 Veiligheidsraad Verenigde Naties
- Resolutie 1524 Veiligheidsraad Verenigde Naties (2004)
- Resolutie 1554 Veiligheidsraad Verenigde Naties (2004)

Lijst ·  1455 ·  1456 ·  1457 ·  1458 ·  1459 ·  1460 ·  1461 ·  1462 ·  1463 ·  1464 ·  1465 ·  1466 ·  1467 ·  1468 ·  1469 ·  1470 ·  1471 ·  1472 ·  1473 ·  1474 ·  1475 ·  1476 ·  1477 ·  1478 ·  1479 ·  1480 ·  1481 ·  1482 ·  1483 ·  1484 ·  1485 ·  1486 ·  1487 ·  1488 ·  1489 ·  1490 ·  1491 ·  1492 ·  1493 ·  1494 ·  1495 ·  1496 ·  1497 ·  1498 ·  1499 ·  1500 ·  1501 ·  1502 ·  1503 ·  1504 ·  1505 ·  1506 ·  1507 ·  1508 ·  1509 ·  1510 ·  1511 ·  1512 ·  1513 ·  1514 ·  1515 ·  1516 ·  1517 ·  1518 ·  1519 ·  1520 ·  1521